# Roosinginjärvi
Roosinginjärvi är en sjö i Finland. Den ligger i kommunen Ranua i landskapet Lappland, i den norra delen av landet, 700 km norr om huvudstaden Helsingfors. Roosinginjärvi ligger 178 meter över havet. Arean är 1,25 kvadratkilometer och strandlinjen är 6,45 kilometer lång. Sjön  ingår i Simo älvs huvudavrinningsområde. 